# روكويل كينت
روكويل كينت (بالإنجليزية: Rockwell Kent) (و. 1882 – 1971 م) هو رسام، وفنان، وفنان تشكيلي من الولايات المتحدة الأمريكية ولد في تاريتاون.

## التعليم
تعلم في جامعة كولومبيا.

## جوائز
حصل على جوائز منها جائزة لينين للسلام.

## روابط خارجية
- روكويل كينت على موقع الموسوعة البريطانية (الإنجليزية)
- روكويل كينت على موقع إن إن دي بي (الإنجليزية)